# Selleck (Washington)
Selleck ist eine ehemalige Werkssiedlung im US-Bundesstaat Washington. Als die einzig verbliebene Werkssiedlung einer Sägemühle im King County ist sie im National Register of Historic Places sowie in der Liste der Sehenswürdigkeiten im King County aufgeführt.
Die Kleinstadt Selleck, 1908 im südöstlichen King County gegründet, war eine Werkssiedlung der Pacific States Lumber unter Leitung des Holzfällers Frank Selleck. Sie wurde 1916 fertiggestellt und über die welthöchste Eisenbahn-Trestle-Brücke erreicht, die in 62 m Höhe über den Cedar River führte. Das Sägewerk spielte eine bedeutende Rolle beim Wiederaufbau von Tokyo nach dem Großen Kantō-Erdbeben von 1923. Zu dieser Zeit kamen viele japanische Arbeiter mit ihren Familien nach Selleck. Es war das erste Mal, dass japanische Arbeiter in der Sägemühle beschäftigt wurden.
Das Gebiet der Japaner außerhalb der eigentlichen Stadt war als Lavender Town (benannt nach dem Eigentümer eines örtlichen Saloons und Dorfladens), noch besser als Jap Town bekannt. Die Kinder der japanischen Arbeiter gingen in Selleck zur Schule und besuchten mittwochs und samstags vormittags eine japanischsprachige Schule. Nur wenige Spuren von Lavender Town sind jedoch bis heute erhalten, nicht einmal Grabmale (die wohl aus Holz gefertigt wurden). Das einzige sichtbare Anzeichen für die frühere Präsenz der Japaner ist ein mit Bambus gestalteter Teich. Sellecks Sehenswürdigkeiten umfassen jedoch nicht die frühere Lavender Town, weil so wenige Spuren erhalten sind. Durchaus möglich ist, dass künftige archäologische Ausgrabungen zu einem anderen Ergebnis kommen werden.
Zu seinen Hochzeiten hatte Selleck 900 Einwohner, ein Krankenhaus, ein Hotel, ein Gemeindehaus, in dem hunderte Menschen wöchentlich zum Tanz zusammenkamen, eine Schule und verschiedene Sägewerksgebäude. Die Pacific States Lumber erklärte 1939 ihre Insolvenz und beendete so die Ära von Sellecks Wohlstand. Die Stadt Selleck ging durch eine Reihe von Händen – die erste kaufte sie für läppische 3000 US$ – bevor Robert Schaefer, ein Generalunternehmer aus Renton, 1971 eine Investorengruppe zum Kauf der Stadt zusammenbrachte.
Schaefers Vision für die Stadt wurde nicht voll erreicht. Er hoffte auf die Restauration des Mühlenteichs zum Tretboot-Fahren, eine Eisenbahn um den Teich und etwas wie einen Themenpark rund um die Holzfällerei. Die Verwirklichung erwies sich jedoch als unmöglich, da eine Reihe von Regularien zum Schutz von Feuchtgebieten und eine fehlende solide Finanzierung dem entgegenstanden.
In den 1990er Jahren gab es ernsthafte Probleme mit der Wasserversorgung in der Stadt.
Seit 2007 wird die Stadt durch die Selleck, Inc. von Robert Schaefers Sohn Tim Schaefer bewirtschaftet. Das ehemalige zweistöckige Schulgebäude ist erhalten geblieben – Tim Schaefer hat einen Teil davon in ein Apartment für sich und seine Familie verwandelt – und das ehemalige Gemeindehaus ist heute gleichfalls ein Wohnhaus. Etwa die Hälfte der einstöckigen Arbeiter-Wohnhäuser sind gleichfalls erhalten, und etwa 90 Menschen leben in 20 Bungalows. Ein Vier-Zimmer-Haus kostet in der Miete etwa das, was in weniger zugänglichen Gebieten des Countys ein Zwei-Zimmer-Apartment kostet.